# Chemsdine Talbi
Chemsdine Talbi (Sambreville, 9 maggio 2005) è un calciatore marocchino, attaccante del Sunderland e della nazionale marocchina.

## Carriera

### Club
Talbi è cresciuto nel settore giovanile del Club Bruges, con cui ha firmato il primo contratto professionistico nel luglio del 2022, passando contestualente al Club NXT, la formazione giovanile militante in seconda divisione. Ha debuttato in prima squadra il 18 marzo 2023 nell'incontro di Pro League perso 1-0 contro il Kortrijk ed ha segnato il primo gol il 14 settembre 2024, nella trasferta vinta 3-0 sempre contro il Kortrijk.

### Nazionale
Ha giocato con le nazionali giovanili belghe Under-15, Under-17 ed Under-18.

## Statistiche

### Presenze e reti nei club
Statistiche aggiornate al 21 gennaio 2025
| Stagione           | Squadra            | Campionato         | Campionato | Campionato | Coppe nazionali | Coppe nazionali | Coppe nazionali | Coppe continentali | Coppe continentali | Coppe continentali | Altre coppe | Altre coppe | Altre coppe | Totale | Totale | Totale |
| Stagione           | Squadra            | Comp               | Pres       | Reti       | Comp            | Pres            | Reti            | Comp               | Pres               | Reti               | Comp        | Pres        | Reti        | Pres   | Reti   |        |
| ------------------ | ------------------ | ------------------ | ---------- | ---------- | --------------- | --------------- | --------------- | ------------------ | ------------------ | ------------------ | ----------- | ----------- | ----------- | ------ | ------ | ------ |
| 2022-2023          | Club NXT           | D2                 | 28         | 5          | -               | -               | -               | -                  | -                  | -                  | -           | -           | -           | 28     | 5      |        |
| 2023-2024          | Club NXT           | D2                 | 5          | 1          | -               | -               | -               | -                  | -                  | -                  | -           | -           | -           | 5      | 1      |        |
| Totale Club NXT    | Totale Club NXT    | Totale Club NXT    | 33         | 6          |                 | -               | -               |                    | -                  | -                  |             | -           | -           | 33     | 6      |        |
| 2022-2023          | Club Bruges        | D1                 | 5          | 0          | CB              | 0               | 0               | UCL                | 0                  | 0                  | SB          | -           | -           | 5      | 0      |        |
| 2023-2024          | Club Bruges        | D1                 | 3          | 0          | CB              | 0               | 0               | UECL               | 1                  | 0                  | -           | -           | -           | 4      | 0      |        |
| 2024-2025          | Club Bruges        | D1                 | 18         | 5          | CB              | 4               | 0               | UCL                | 9                  | 2                  | SB          | 1           | 0           | 32     | 7      |        |
| Totale Club Bruges | Totale Club Bruges | Totale Club Bruges | 26         | 5          |                 | 4               | 0               |                    | 10                 | 2                  |             | 1           | 0           | 41     | 7      |        |
| Totale carriera    | Totale carriera    | Totale carriera    | 59         | 11         |                 | 4               | 0               |                    | 10                 | 2                  |             | 1           | 0           | 74     | 13     |        |

## Palmarès

### Club

#### Competizioni nazionali
- Campionato belga: 1

Club Bruges: 2023-2024
- Coppa del Belgio: 1

Club Bruges: 2024-2025